# Вашконселуш, Луиш Мендеш де (магистр)
Луи́ш Ме́ндеш де Вашконсе́луш (порт. Luís Mendes de Vasconcelos; 1543, Эвора — 7 марта 1623, Ла Валетта, Мальта) — 54/55-й Великий магистр Мальтийского ордена, португальский военачальник, дипломат.
Португальские источники не идентифицируют данного автора с военачальником и писателем конца XVI и начала XVII века Луишем Мендешем де Вашконселушем (родился в Лиссабоне), командором ордена Христа, губернатором и главнокомандующим (порт. Capitão-General) в Анголе в 1617—1620 годах, автором первой португальской работы по политической экономии Do Sítio de Lisboa (1608) и руководства по военному делу Arte Militar (1612).

## Передача имени
До реформы 1911 года встречались различные варианты орфографии. В XVII веке при отсутствии единой нормы и взаимозаменяемости графем i >< y, u >< v, s >< z, ll >< l использовались варианты Luiz, Lvis, Lvys, Luis, Luys; Mendez и Mendes; Uasconcellos, Vasconcellos и Vasconcelos: 
- Lvis Mendez de Vasconcellos[1][2]
- Luis Mendez de Vascõcellos[3], Mẽdez[4]
- Luiz Mendez de Vasconcellos[5]

## Биография
Луиш Мендеш де Вашконселуш родился, согласно сведениям биографа, в Эворе в 1550 году и был сыном Франсишку Мендеша де Вашконселуша, жителя города Эвора, и его жены Изабел Пайш де Оливейры. По линии отца был внуком Криштовала Нунеша де Акошты (да Кошты). Прибыл на Мальту 1 апреля 1572 года. Командовал галерами в сражениях против флота Османской империи. Первый подвиг совершил 17 ноября 1572 года, шестой — 23 марта 1583. С мая 1589 по декабрь 1598 года провёл в Португалии, после чего был отправлен послом в Рим на три с половиной года. Оказавшись вновь на Мальте, 2 июля 1602 года был назначен хранителем монастыря, пробыв на этой должности три с половиной года. С января 1613 года командовал галерами в должности (в звании?) генерала. В 1614 году снова выступил против многочисленного флота Порты, одержав новую победу. В 1616 году был назначен чрезвычайным послом военного Мальтийского ордена св. Иоанна Иерусалимского в дипломатических миссиях к папе Павлу V и во Францию для переговоров с Людовиком XIII. После успешного выполнения миссий возвратился на Мальту. За свои заслуги 17 сентября 1622 года был избран 55-м великим магистром Мальтийского ордена, 2-м от Португалии.

## Три Вашконселуша
Среди известных личностей Португалии конца XVI и начала XVII веков известны три различные персоны под одним именем Луиш Мендеш де Вашконселуш. Первый из них — малозначительный автор, создавший ещё с тремя студентами пародию на Песнь I «Лузиад» Камоэнса. От второго писателя по имени Луиш Мендеш де Вашконселуш он отличается стилем изложения и неизвестной биографией. Португальские источники предостерегают от того, чтобы в этих двух писателях видеть одного и того же автора.
Анселму Браамкамп Фрейре, автор фундаментального трёхтомного издания о родословии и геральдике знатных родов Португалии не упоминает о великом магистре Мальтийского ордена по имени Луиш Мендеш де Вашконселуш. Геральдист не описывает его герб. Напротив, упоминаемый исследователем Луиш Мендеш де Вашконселуш выступает исключительно как автор двух известных сочинений: Do sitio de Lisboa (1608) и Arte Militar (1612). Родителями писателя были представители старейших благородных семейств: отец — Жуан Мендеш де Вашконселуш, мать — Ана де Атаи́де. А. Б. Фрейре кратко описал родословную писателя и его книги. Гербы родов, из которых происходил писатель, представленны в Гербовом зале Национального дворца в Синтре.
В сочинении Лимы, биографа магистра, ни разу не упомянуты адресованные королю Филиппу II Португальскому письма Луиша Мендеша де Вашконселуша из Анголы, которые были отправлены при исполнении им обязанностей губернатора с 1617 по 1620 год. Согласно описаниям Лимы, будущий магистр Мальтийского ордена, как генерал галерного флота, вёл сражения против турок-османов не покидая пределы Средиземного моря. В то же время другой Луиш Мендеш де Вашконселуш до назначения губернатором Анголы не раз командовал армадами, направлявшимися из Португалии в Индию и обратно.
Лима не упоминает ни одной публикации 54/55-го великого магистра Мальтийского ордена. Иносенсиу Франсишку да Силва указывал, что их, видимо, и не было. Силва обращал внимание на то, что автор «Диалогов о Лиссабоне» и «Военного искусства» и 54/55-й великий магистр Мальтийского ордена являются двумя разными личностями, даже несмотря на точное совпадение их имён.